# Nunungan

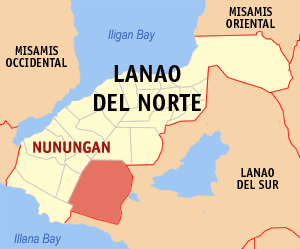
Bản đồ Lanao del Norte với vị trí của Nunungan

Nunungan là một đô thị hạng 4 ở tỉnh Lanao del Norte, Philippines. Theo điều tra dân số năm 2007, đô thị này có dân số 13.999 người.
Nunungan là đô thị có diện tích lớn nhất ở Lanao del Norte.

## Các đơn vị hành chính
Nunungan được chia ra 25 barangay.
| - Abaga - Bangco - Canibongan - Karcum - Dimayon - Inayawan - Kaludan - Katubuan - Cabasaran (Laya) - Liangan - Lupitan - Mangan - Malaig | - Masibay - Poblacion (Nunungan Proper) - Notongan - Petadun - Panganapan - Pantar - Paridi - Rarab - Raraban - Rebucon - Songgod - Taraka |